# فهرست بزرگترین شرکت‌های خدمات مالی بر پایه درآمد
در فهرست زیر، شرکت‌های خدمات مالی فعال در کشورهای مختلف جهان، که دارای درآمد سالیانه‌ای بالغ بر ۵۰ میلیارد دلار باشند، ذکر شده‌است. این شرکت‌ها بر پایه میزان فروشی که در آخرین سال مالی (۲۰۱۲) داشته‌اند، رتبه‌بندی می‌شوند. اعدادی که در ستون درآمد درج شده‌اند، بر اساس میلیارد دلار می‌باشند.
| شرکت                      | صنعت       | درآمد   | دفتر مرکزی          |
| ------------------------- | ---------- | ------- | ------------------- |
| برکشایر هاتاوی            | خدمات مالی | ۱۶۲٬۵۰۰ | ایالات متحده آمریکا |
| آکسا                      | بیمه       | ۱۴۷٬۵۰۰ | فرانسه              |
| آلیانتس                   | بیمه       | ۱۴۰٬۳۰۰ | آلمان               |
| بانک صنعتی و بازرگانی چین | بانکداری   | ۱۳۴٬۸۰۰ | چین                 |
| فنی می                    | خدمات مالی | ۱۳۱٬۹۰۰ | ایالات متحده آمریکا |
| گروه آی‌ان‌جی               | بیمه       | ۱۳۰٬۰۰۰ | هلند                |
| ب ان پ پاریبا             | بانکداری   | ۱۲۶٬۲۰۰ | فرانسه              |
| اکسور                     | خدمات مالی | ۱۱۷٬۵۰۰ | ایتالیا             |
| جنرالی                    | بیمه       | ۱۱۶٬۷۰۰ | ایتالیا             |
| بانک سازندگی چین          | بانکداری   | ۱۱۳٬۱۰۰ | چین                 |
| سانتاندر گروپ             | بانکداری   | ۱۰۸٬۸۰۰ | اسپانیا             |
| جی‌پی مورگان چیس           | بانکداری   | ۱۰۸٬۲۰۰ | ایالات متحده آمریکا |
| سوسیته ژنرال              | بانکداری   | ۱۰۷٬۸۰۰ | فرانسه              |
| اچ‌اس‌بی‌سی                  | بانکداری   | ۱۰۴٬۹۰۰ | بریتانیا            |
| بانک کشاورزی چین          | بانکداری   | ۱۰۳٬۰۰۰ | چین                 |
| بنک آو امریکا             | بانکداری   | ۱۰۰٬۱۰۰ | ایالات متحده آمریکا |
| بانک چین                  | بانکداری   | ۹۸٬۱۰۰  | چین                 |
| ولز فارگو                 | بانکداری   | ۹۱٬۲۰۰  | ایالات متحده آمریکا |
| سیتی‌گروپ                  | بانکداری   | ۹۰٬۷۰۰  | ایالات متحده آمریکا |
| پرودنشال                  | بیمه       | ۹۰٬۲۰۰  | بریتانیا            |
| میونیک ره                 | بیمه       | ۸۸٬۰۰۰  | آلمان               |
| خدمات مالی پرودنشال       | بیمه       | ۸۴٬۸۰۰  | ایالات متحده آمریکا |
| فردی مک                   | خدمات مالی | ۸۰٬۶۰۰  | ایالات متحده آمریکا |
| بانکو برادسکو             | بانکداری   | ۷۸٬۳۰۰  | برزیل               |
| لویدز بانکینگ گروپ        | بانکداری   | ۷۵٬۶۰۰  | بریتانیا            |
| ایتاو یونی‌بانکو           | بانکداری   | ۷۰٬۵۰۰  | برزیل               |
| گروه بیمه زوریخ           | بیمه       | ۷۰٬۴۰۰  | سوئیس               |
| آویوا                     | بیمه       | ۶۹٬۰۰۰  | بریتانیا            |
| بانکو دو برزیل            | بانکداری   | ۶۹٬۰۰۰  | برزیل               |
| مت‌لایف                    | بیمه       | ۶۸٬۲۰۰  | ایالات متحده آمریکا |
| گروه بین‌المللی آمریکایی   | بیمه       | ۶۵٬۷۰۰  | ایالات متحده آمریکا |
| بیمه عمر چین              | بیمه       | ۶۳٬۲۰۰  | چین                 |
| میتسوبیشی یواف‌جی          | بانکداری   | ۵۹٬۰۰۰  | ژاپن                |
| لگال اند جنرال            | بیمه       | ۵۶٬۹۰۰  | بریتانیا            |
| بارکلیز                   | بانکداری   | ۵۵٬۷۰۰  | بریتانیا            |
| ایگون                     | بیمه       | ۵۵٬۲۰۰  | هلند                |
| دویچه بانک                | بانکداری   | ۵۵٬۰۰۰  | آلمان               |
| یونی‌کردیت                 | بانکداری   | ۵۴٬۲۰۰  | ایتالیا             |
| سی‌ان‌پی                    | بیمه       | ۵۳٬۲۰۰  | فرانسه              |
| بانکو بیلبائو             | بانکداری   | ۵۲٬۱۰۰  | اسپانیا             |
| کردی اگریکول              | بانکداری   | ۵۱٬۲۰۰  | فرانسه              |